# Sogebank
La Société Générale Haïtienne de Banque, S.A. (Sogebank) est une banque haïtienne. Elle est une de quatre banques privées avec Unibank, Capital Bank et Banque de l'Union haïtienne et l'une des trois plus grandes banques du secteur bancaire haïtien.

## Historique
Sogebank fut formée le 26 avril 1986 quand la Banque royale du Canada vendit ses actifs en Haïti à un groupe d'investisseurs haïtiens. En novembre 1998, elle fit l'acquisition de la Banque intercontinentale de Commerce (BIDC); et en septembre 2006, celle de la Banque de Promotion commerciale et industrielle (Promobank). Actuellement Sogebank gère un réseau de 42 succursales à travers Haïti dans ses grandes villes et Port-au-Prince. Ses quartiers généraux sont situés sur l'autoroute de Delmas. Aujourd'hui le groupe Sogebank est composé de sept sociétés et une fondation, chacune des sociétés est concentrée sur un secteur d'activité bancaire.
- Sogebank (Banque commerciale)
- Sogebel (Banque d'épargne et de logement)
- Sogesol (Microfinance)
- Sogecarte (Cartes de crédit)
- SogeXpress (Virement bancaire)
- Sogefac (Crédit à la consommation)
- SogeAssurance (Assurance)
- Fondation Sogebank (Philanthropie)

Sogebank est membre de l'ADIH.